# Scorodite
La scorodite est une espèce minérale commune, arséniate de fer dihydraté, de formule chimique FeAsO4·2H2O.  
Elle se présente sous les habitus terreux — de texture terne, semblable à de l'argile, sans affinités cristallines visibles —, fibreux ou granulaire — généralement sous forme de cristaux anédriques à subédriques dans la matrice. En tant que pierre fine, la scorodite est une gemme que l'on taille en joaillerie. 
On la trouve dans des dépôts hydrothermaux et en tant que minéral secondaire dans les chapeaux de fer un peu partout dans le monde. C'est un minéral secondaire résultant de l'oxydation de l'arsénopyrite ou d'autres espèces contenant de l'arsenic. La scorodite se dégrade en limonite.  
La scorodite a été découverte au XVIIIe siècle et décrite 1801 par le comte de Bournon sous le nom de nom Arseniate of iron. Mais la description retenue sous le nom de scorodite, basée à partir d'échantillon venant du district Schwarzenberg/Erzgeb., Monts Métallifères, Saxe en Allemagne en 1817 par l'Allemand August Breithaupt. Elle a été nommée d'après le terme grec Scorodion [« ail »]. Lorsqu'elle est chauffée, une odeur d'ail se répand, ce qui lui a valu son nom.
Elle fait partie du groupe de la variscite (comprenant aussi la mansfieldite, la strengite, la variscite et la yanomamite), forme deux séries chimiques (mansfieldite-scorodite et scorodite-strengite), et se décline en deux variantes : la scorodite alumineuse contenant de l'aluminium et la phosphoscorodite, membre intermédiaire (mais à dominance As) de la série scorodite-strengite. Elle constitue un dimorphe orthorhombique dipyramidal de la parascorodite et un analogue structurel ferrique de la mansfieldite et de la yanomamite.
Elle possède également plusieurs synonymes : arséniate de fer cuivreux, arséniate cupro-martial, Iogunéite, loaisite, cuivre arseniaté ferrifère, néoctèse…
Dans les nombreux gisements recensés dans le monde (plus de 1000 sur Mindat.org), elle est associée à la pharmacosidérite, au quartz, à la pyrite, à la carminite, à la bariopharmacosidérite, à l'arsénopyrite, à la goethite, à la jarosite, à l'arthurite et à l'olivénite.